# Sowiogórskie Bractwo Kolejowe
Stowarzyszenie Sowiogórskie Bractwo Kolejowe – Stowarzyszenie powstałe w 2003 r. z nieformalnej grupy Miłośników i Entuzjastów Kolei (DTeam), która od 2000 r. prowadziła działania zmierzające do uratowania przed fizyczną likwidacją fragment linii 285, o nazwie "Weistritzthalbahn", łączącą Świdnicę Kraszowice z Jedliną Zdrojem.
Zarejestrowane w KRS pod numerem: 0000202230; ze statutową siedzibą w Walimiu, bazą operacyjną na nieczynnej stacji kolejowej w Jugowicach.
Działania Stowarzyszenia prowadzą do zachowania istniejącej infrastruktury kolejowej linii kolejowej w dolinie Bystrzycy. Odbywa się to przez stały dozór i ewentualną konserwację elementów infrastruktury. Okazyjnie zaś, zgodnie z uzyskanymi stosownymi pozwoleniami odbywają się jazdy drezynami ręcznymi i spalinowymi. 
Stowarzyszenie współpracuje ściśle z Gminą Walim, na której terenie ma siedzibę. Wspólnie, w drugiej połowie lipca, są organizowane zawody drezynowe będące Mistrzostwami Polski w Drezynowaniu, pod uproszczoną nazwą: "Push-Pull Party". Zawody odbywają się co rok od 2003 r.
Stowarzyszenie należy do grona organizacji pozarządowych zajmujących się prowadzeniem kolei drezynowej. Autorski pomysł członków stowarzyszenia na kolej drezynową (pod nazwą Sowigórska Kolej Drezynowa, w skrócie SKD) na linii kolejowej nr 285 jest obecnie na etapie wdrażania.